# Маринга (микрорегион)

Маринга на карте.

Мари́нга (порт. Microrregião de Maringá) — микрорегион в Бразилии. входит в штат Парана. Составная часть мезорегиона Северо-центральная часть штата Парана. 
Население составляет 	540 477	 человек (на 2010 год). Площадь — 	1573,272	 км². Плотность населения — 	343,54	 чел./км².

## Демография
Согласно сведениям, собранным в ходе переписи 2010 г. Национальным институтом географии и статистики (IBGE), население микрорегиона составляет:						
| Полное население                             | Полное население                             | Полное население                             | Полное население                             | 540 477 |
| -------------------------------------------- | -------------------------------------------- | -------------------------------------------- | -------------------------------------------- | ------- |
| в том числе:                                 | Городское население                          | 524 970                                      | Процент городского населения, %              | 97,13   |
|                                              | Сельское население                           | 15 507                                       | Процент сельского населения, %               | 2,87    |
|                                              | Мужское население                            | 262 206                                      | Процент мужского населения, %                | 48,51   |
|                                              | Женское население                            | 278 271                                      | Процент женского населения, %                | 51,49   |
| Плотность населения, чел/км²                 | Плотность населения, чел/км²                 | Плотность населения, чел/км²                 | Плотность населения, чел/км²                 | 343,54  |
| Население микрорегиона в % к населению штата | Население микрорегиона в % к населению штата | Население микрорегиона в % к населению штата | Население микрорегиона в % к населению штата | 5,17    |

## Статистика
- Валовой внутренний продукт на 2003 год составляет 3 829 396 288,00 реалов (данные: Бразильский институт географии и статистики).
- Валовой внутренний продукт на душу населения на 2003 год составляет 7829,62 реалов (данные: Бразильский институт географии и статистики).
- Индекс развития человеческого потенциала на 2000 год составляет 0,815 (данные: Программа развития ООН).

## Состав микрорегиона
В составе микрорегиона включены следующие муниципалитеты:
1. Мандагуари
2. Мариалва
3. Маринга
4. Пайсанду
5. Саранди